# Frank Heimig
Frank Heimig (* 1965 in Idar-Oberstein) ist ein deutscher Arzt und Medizincontroller. Er ist seit 2001 Geschäftsführer des Instituts für das Entgeltsystem im Krankenhaus (InEK) mit Sitz in Siegburg.

## Leben
1984 machte er sein Abitur am Gymnasium in Birkenfeld. Es folgte ein Studium der Humanmedizin an der Universität des Saarlandes (UdS) in Homburg und an der Queen’s University Belfast in Nordirland. Am Trinity College Dublin in Irland absolvierte er sein Praktisches Jahr (PJ). Danach folgte auch ein Informatikstudium an der UdS in Saarbrücken. 
1991 bis 1996 war er als Arzt im Praktikum (AiP) und Assistenzarzt in der Klinik für Strahlendiagnostik und
Assistenzarzt sowie in der Klinik für Innere Medizin des kommunalen Klinikums Saarbrücken tätig und machte unter dem Chefarzt Günter Brill seine Weiterbildung zum Facharzt für Radiologie.
Ab 1. September 1996 berief die Klinikleitung unter Susann Breßlein ihn in eine Stabsstelle der Geschäftsführung als Leiter des Medizincontrollings des Klinikums Saarbrücken.
1997 promovierte Heimig mit einer medizininformatischen Arbeit zum Doktor der Medizin an der UdS.
Ab Februar 1998 ist er Sprecher der DRG-Benchmarkinggruppe von 13 kommunalen Großkrankenhäusern und wird ab Januar 2000 Projektverantwortlicher und Direktor des Instituts für medizinischökonomisches Consulting (IMC). Zusammen mit der Deutschen Krankenhausgesellschaft (DKG) und den Landeskrankenhausgesellschaften unterstützte das Institut die Einführung von Diagnosebezogene Fallgruppen (DRG) in rund 900 deutschen Krankenhäusern. Ab Juli 2001 ist er Hauptgeschäftsführer des Instituts und wird Leiter für Medizinökonomie im kommunalen Westpfalz-Klinikum in Kaiserslautern. 
Ab April 2002 wird er nach § 17b Abs. 7 Krankenhausfinanzierungsgesetz (KHG) zum Mitglied der Sachverständigengruppe des Bundesministeriums für Gesundheit (BMG) unter Ulla Schmidt berufen.
Ab Juli 2002 wird Heimig auf Vorschlag des DKG-Präsidenten Jörg Robbers, Geschäftsführer des deutschen DRG-Institutes: der InEK gGmbH. Durch das Fallpauschalengesetz (FPG) vom 23. April 2002 und das Krankenhausentgeltgesetz (KHEntgG) vom 23. April 2002 wird das zum 1. Januar 2013 in Deutschland eingeführte G-DRG-System zu einem Fallpauschalensystem umgestaltet und wird seither zur Abrechnung von Preisen für die einzelnen Behandlungstypen der einzelnen Behandlungsfälle verwendet. 
Das InEK unter Heimig berät derweil auch andere Länder bei der Entwicklung der DRGs in Irland, der Schweiz sowie das China Health Economics Institute (CHEI) in der Volksrepublik China.
Heimig ist mit einer irischen Krankenschwester verheiratet und hat zwei Kinder.